# Genevad
Genevad – miejscowość (tätort) w Szwecji, w regionie administracyjnym (län) Halland, w gminie Laholm.
Według danych Szwedzkiego Urzędu Statystycznego liczba ludności wyniosła: 653 (31 grudnia 2015), 704 (31 grudnia 2018) i 697 (31 grudnia 2019).